# Ficus consociata
Ficus consociata är en mullbärsväxtart som beskrevs av Carl Ludwig von Blume. Ficus consociata ingår i släktet fikonsläktet, och familjen mullbärsväxter. Inga underarter finns listade i Catalogue of Life.